# Трудовой хлеб
«Трудовой хлеб» — комедия Александра Островского, «сцены из жизни захолустья, в четырёх действиях».
Комедия писалась с марта по двадцатые числа сентября 1874 года. В марте А. Н. Островский послал Н. А. Некрасову отрывок из ещё неоконченной пьесы для сборника «Складчина», издаваемого «в пользу пострадавшим от голода в Самарской губернии» (были напечатаны явления со 2-го по 6-е второго действия).
15 октября пьеса была допущена к представлению и 12 ноября одобрена театрально-литературным комитетом.

## Действующие лица
- Иоасаф Наумыч Корпелов — учитель, промышляющий дешёвыми частными уроками. Лысый, преждевременно состарившийся и сгорбившийся, но всегда улыбающийся человек. Одет в чёрное длинное сак-пальто, застёгнутое сверху донизу. Тон, движения, манеры педантские, с примесью шутовства.
- Наталья Петровна Сизакова — сирота, красивая девушка, лет 25, племянница Корпелова по матери.
- Евгения Львовна — бедная девушка, дальняя родня Наташи, одних с ней лет.
- Павел Сергеич Грунцов — молодой человек, кончивший курс в университете, ищущий места; недурён собой, с бородкой; одет прилично; короткий пиджак, красивые, хорошо вычищенные сапоги по колена, фуражка всегда немного на затылке, в руках толстая палка. Шагает широко, в жестах развязен.
- Иван Федулыч Чепурин — лавочник, хозяин дома, в котором живёт Корпелов. Молодой человек, косоват, рябой; рыжеватая неподстриженная борода клином. Одет щеголевато в серенькую одноцветную пару. Держит себя скромно и сосредоточенно. Взгляд, речь и движения энергичны.
- Маланья — кухарка, лет за 50, одета по-русски. (Корпелов зовёт её Аглаей.)
- Матвей Петрович Потрохов — разбогатевший чиновник, пятидесяти лет; высокий, очень полный мужчина, с круглым лицом, которому он старается придавать, смотря по обстоятельствам, различные выражения, но которое ничего не выражает.
- Поликсена Григорьевна — его жена, высокая, худощавая женщина, сорока лет с небольшим. Часто вздыхает и поднимает глаза к небу, стараясь изобразить страдание и покорность судьбе. Выражение лица злое.
- Егор Николаевич Копров — молодой человек; очень приличен и красив, одет безукоризненно, манеры изящны.
- Сакердон — лакей Потрохова, важен.
- Ариша — горничная, молодая девица, ни хороша, ни дурна.
- Старая ключница

## Постановки
- Впервые поставлена на сцене Малого театра |28 ноября (10 декабря) 1874. Бенефис Музиля[1]; Федотова — Наталья Петровна, Никулина — Евгения Львовна, Акимова — ключница, М. Садовский — Грунцов, Шумский — Корпелов, Музиль — Чепурин, Самарин — Потрохов.

- В том же году поставлена и в Александринском театре. Бенефис И. Ф. Горбунова; Савина — Наталья Павловна, Самойлов — Корпелов, Сазонов — Грунцов, Горбунов — Чепурин, Бурдин — Потрохов, Читау — Потрохова.

- В сезоне 1939—1940 годов комедия была поставлена во МХАТе, в том же сезоне — в Ростовском областном театре ленинского комсомола и Омском драматическом театре.
- 1954 — Театр им. Моссовета. Реж. Н. К. Петрова, художник И. В. Шретер. В ролях: Корпелов — А. И. Баранцев, Наталья Петровна — М. А. Бебутова, Евгения Львовна — Г. В. Костырева, Грунцов — А. М. Адоскин, Чепурин — А. И. Цимбал, Маланья — А. В. Севастьянова, Потрохов — Н. П. Темяков, Поликсена Григорьевна — А. П. Алексеева, Копров — Ю. С. Андреев, Сакердон — Л. Г. Абрамов, Ариша — Р. С. Климова, ключница — С. Я. Бергман.
- 1998 — Малый театр. Режиссёр — А. В. Коршунов, художник — О. С. Коршунова. В ролях: В. Баринов, В. Борцов, Г. Дёмина, О. Пашкова, Е. Дмитриева, Д. Зеничев, А. Охлупина, Г. Подгородинский, А. Коршунов, А. Клюквин, Л. А. Милюзина.